# 赵继伟
赵继伟（1995年8月25日—），生于辽宁省海城市，中国篮球运动员，司职控球后卫。现效力于CBA辽宁衡业篮球俱乐部。
1995年，赵继伟出生于一个军人家庭。10岁时，进入业余体校开始练球，13岁进入辽宁省少体校。身体条件普通的赵继伟，凭借着扎实的基本功和出色的洞察力，随后接连进入辽少队和辽青队。

## 職業生涯
2013年，赵继伟進入遼寧一隊，於2013-2014賽季開始CBA聯賽生涯。 
2017-18賽季，趙繼偉隨遼寧本鋼隊奪得2017-2018賽季CBA聯賽總冠軍。 
2021-22賽季，趙繼偉隨隊奪得2021-2022賽季CBA聯賽總冠軍，並榮膺FMVP。 
2022-23賽季，趙繼偉隨隊奪得2022-2023賽季CBA聯賽總冠軍，並榮膺FMVP。

## 外部連結
- 赵继伟在fiba.basketball（英语）
- 赵继伟在archive.fiba.com（存檔）（英语）
- 赵继伟在中国男子篮球职业联赛官網
- 赵继伟在Basketball-Reference.com（國際）（英语）
- 赵继伟在Eurobasket.com（球員）（英语）
- 赵继伟在Proballers（英语）
- 赵继伟在RealGM（球員）（英语）
- 赵继伟在中国篮球数据库
- 赵继伟在Olympedia（英语）
- 赵继伟在Chinese Olympic Committee (archived)（英语）
- 赵继伟在Flashscore（英语）